# Eric Murray
Eric Gordon Murray, né le 6 mai 1982 à Hastings, est un rameur néo-zélandais.

## Biographie
Il est en duo pour le deux de pointe avec Hamish Bond tous deux néo-zélandais.

## Palmarès

### Jeux olympiques
- 2004 à Athènes, Grèce
  - 5e en quatre de pointe
- 2008 à Pékin, Chine
  - 7e en quatre de pointe
- 2012 à Londres, Royaume-Uni
  -  médaille d'or en deux de pointe
- 2016 à Rio de Janeiro, Brésil
  -  médaille d'or en deux de pointe

### Championnats du monde
- 2007,à Munich, Allemagne
  -  médaille d'or en quatre de pointe
- 2009,à Poznań, Pologne
  -  médaille d'or en deux de pointe
- 2010 à Karapiro, Nouvelle-Zélande
  -  médaille d'or en deux de pointe
- 2011 à Bled, Slovénie
  -  médaille d'or en deux de pointe